# 烏江
烏江（うこう、Wu Jiang 、簡体字: 乌江, 拼音: wū jiāng）は、中華人民共和国の貴州省から重慶市へと流れる大きな川で、長江上流で南岸（右岸）から入る支流の中でも重要な川。雲貴高原を流れる、貴州省随一の大河でもある。長さ1,037 km。古くは黔江（けんこう）、涪水（ふうすい）、延江。
南北二つの大きな支流が合わさって烏江になる。南の三岔河は、貴州省西端の畢節市威寧イ族回族ミャオ族自治県の烏蒙山東麓に発し、北の六沖河は同じく畢節市の赫章県に発する。慣習上、三岔河が本流とされる。

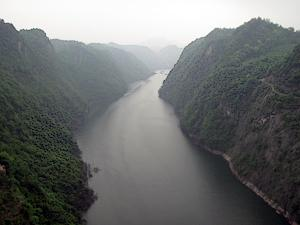
烏江

両川は合流して鴨池河となり、省都貴陽市の息烽県で烏江と名を変える。貴州省を東西に貫いた烏江は、銅仁市から重慶市に入り、湖北省恩施土家族苗族自治州からの支流を合せ、重慶市涪陵区で合流する。
沿岸の渓谷美が有名で、「千里画廊」と評価される。2009年に沿河トゥチャ族自治県域内の本流の夾石峡、黎芝峡、土坨峡は「沿河烏江山峡風景名勝区」として中華人民共和国国家級風景名勝区に認定された。
主な支流は、芙蓉江、清水江、濯河、猫跳河、洪渡河など。流域には多数のダムが建設され、中国でも有数の水力発電地帯になっている。

## 同名の地名
楚漢戦争の最後に、垓下の戦いで敗れた項羽が最期を迎えた長江沿いの渡し場・烏江（うこう）は、現在の安徽省馬鞍山市和県烏江鎮付近に当たり、上記の烏江とは別の場所となる。